# Dorcadion peloponesium
Dorcadion peloponesium är en skalbaggsart som beskrevs av Maurice Pic 1902. Dorcadion peloponesium ingår i släktet Dorcadion och familjen långhorningar. Inga underarter finns listade i Catalogue of Life.